# American Journal of Botany
American Journal of Botany is een botanisch tijdschrift dat sinds 1914 verschijnt. Het tijdschrift van de Botanical Society of America (BSA) verschijnt iedere maand. De huidige hoofdredacteur is Judy Jernstedt. Het tijdschrift wordt uitgegeven door de BSA in samenwerking met HighWire Press, een uitgeverij die onderdeel uitmaakt van de Stanford University. 
In het peer reviewed tijdschrift worden onderzoeksartikelen gepubliceerd over het gehele vakgebied van de plantkunde, waaronder morfologie, anatomie, ontwikkelingsbiologie, biodiversiteit, genetica, evolutiebiologie en biosystematiek. Alle niveaus van de organisatie van planten komen in aanmerking voor publicatie, van moleculaire biologie tot op het niveau van het ecosysteem. Over alle plantengroepen en geassocieerde organismen wordt gepubliceerd, waaronder cyanobacteriën, algen, schimmels en korstmossen. Tevens worden er in het tijdschrift overzichtsartikelen, mededelingen over actuele zaken, boekrecensies, kritieken en analyses van controversiële zaken gepubliceerd.  
In botanische literatuurverwijzingen wordt vaak de standaardafkorting "Amer. J. Bot." gebruikt.